# Smaljavičy
Smaljavičy (bělorusky Смалявічы, rusky Смолевичи – Smoleviči) jsou město v Minské oblasti v Bělorusku. K roku 2017 měly přes šestnáct tisíc obyvatel.

## Poloha a doprava
Smaljavičy leží řece Plise, přítoku Bereziny v povodí Dněpru. Jsou vzdáleny přibližně pětatřicet kilometrů severovýchodně od Minsku, hlavního města státu.
Přes město vede železniční trať z Minsku do Oršy a z jihovýchodu jej míjí dálnice M1 ve stejném směru.